# Otto Eissfeldt
Otto Eißfeldt, född 1 september 1887, död 23 april 1973, var en tysk evangelisk teolog.
Eißfeldt studerade protestantistisk teologi och orientaliska språk i Göttingen och Berlin mellan 1905 och 1912. Han bosatte sig i Berlin 1913 för att studera Gamla Testamentet. 1916 tog han fil. dr. examen i Göttingen. Mellan 1913 och 1920 undervisade han i Berlin, och från 1921 i Halle. Han förblev ordinarie professor i Halle, men föreläste som gästprofessor i Tübingen. Eißfeldt gick i pension 1957.